# Parque Nacional de Lopé
O Parque Nacional de Lopé é um dos treze parques nacionais do Gabão, localizado na zona central do país. Embora o terreno na região seja predominantemente de floresta tropical, no norte o parque contém os últimos remanescentes de savana de erva criados na África Central durante a última Era Glacial, há 15000 anos. Foi a primeira área protegida no Gabão quando a Reserva de Vida Selvagem Lopé-Okanda foi criada em 1946. Em 2002 foi fundado como parque nacional. Em 2007, a Ecossistema e Paisagem Cultural Relíquia de Lopé-Okanda foi adicionada à Lista do Património Mundial pela UNESCO.
O parque contém uma pequena estação de investigação científica, designada como Mikongo e administrada pela Sociedade Zoológica de Londres, baseada na localidade de Mikongo, da qual recebe o nome. Existe infraestrutura para atender turistas na base, incluindo vários chalés e uma grande sala de refeições ao ar livre, a partir da qual a floresta tropical está a apenas cinco metros de distância.
No interior do parque, algumas pequenas ilhas de savanas com mais de 40 mil anos são atravessadas por galerias florestais do Pleistoceno, cheias de plantas endémicas. Pode-se encontrar o Monte Brazza e as maiores densidades de mamíferos em floresta tropical, com três elefantes por quilómetro quadrado, a maior densidade na África. Os 5000 km2 de savanas e florestas registam cerca de 50 tipos de mamíferos, como elefantes e búfalos, mas também se pode encontrar um grande número de gorilas e suas famílias, mandris e centenas de espécies de aves.
412 espécies de aves foram listadas. Também possui tesouros arqueológicos: gravuras rupestres existentes no Período do Ferro (2000 anos) e outros sinais de ocupação humana com mais de 400.000 anos.